# زهير محمد أمين رشيد
زهير محمد أمين رشيد وهو سياسي عراقي من أصل كردي شغل منصب عضو في مجلس النواب العراقي بين عامي 2005 و 2010 عن قائمة الاتحاد الإسلامي الكردستاني.